# Walckenaeria capito
Walckenaeria capito este o specie de păianjeni din genul Walckenaeria, familia Linyphiidae. A fost descrisă pentru prima dată de Westring, 1861. Conform Catalogue of Life specia Walckenaeria capito nu are subspecii cunoscute.